# Heliastus rubellus
Heliastus rubellus är en insektsart som beskrevs av Otte, D. 1984. Heliastus rubellus ingår i släktet Heliastus och familjen gräshoppor. Inga underarter finns listade i Catalogue of Life.